# (4267) Basner
(4267) Basner (1971 QP) – planetoida z grupy pasa głównego asteroid okrążająca Słońce w ciągu 3,55 lat w średniej odległości 2,33 j.a. Odkryta 18 sierpnia 1971 roku.